# Медынское восстание
Медынские восстание — стихийное восстание 10—14 ноября 1918 года населения большинства волостей Медынского уезда Калужской губернии против советской власти. Подавлено превосходящими силами РККА и ВЧК при СНК РСФСР.

## Ход восстания
В накалённой обстановке красного террора происходила мобилизация в Красную армию, отряды которой летом 1918 года повсеместно отбирали у крестьян продовольствие. Крестьяне отказывались вступать в армию, разоряющую деревни, не желая воевать за такую власть на фронте.
Восстание началось 10 ноября в Адуевской волости, где был убит военный комиссар И. М. Буровиков, разогнан волостной совет, а также в Глуховской, Топоринской и Кременской волостях. В Адуевской и Глуховской волостях всё оружие, выданное для всеобщего обучения, было разобрано, населению от 18 до 50 лет объявлена мобилизация. В первой волости восстание возглавил Андреев, во второй — офицеры Н. Золотов и П. Конько. Часть восставших пыталась повести наступление на казармы, расположенные на окраине города Медынь, но, будучи встречены пулемётным огнём, укрылась вновь в лесу. В Медыни был образован Чрезвычайный революционный штаб, в состав которого вошли коммунисты Сахаров, Шалашёв и председатель уездной ЧК Логачёв.
11 ноября из Калуги властями был направлен отряд под командованием председателя губчека Ф. В. Ассен-Аймера и военкома В. А. Варганова, состоящий из:
- Калужский отдельный батальон войск ВЧК (215 штыков);
- Инструкторские курсы губернского военного комиссариата (106 штыков);
- 7-я зенитная батарея (2 орудия).

12 ноября начались артиллерийские обстрелы сначала деревни Адуево, а затем северо-восточной опушки леса вокруг Медыни, где сосредоточились участники восстания. К этому времени оно охватило 17 волостей (Адуевская, Гиреевская, Глуховская, Кременская, Кузовская, Межетчинская, Ореховская, Топоринская, Карамышевская, Маковская, Матовская, Полотняно-Заводская, Троицкая, Галкинская, Дороховская, Незамаевская, Александровская). Из 22 волостей только 5 не примкнули к восстанию. Командование красных войск на следующий день выпустило приказ № 1 «О сметении с лица земли артиллерийским огнём белогвардейских деревень».
13 ноября крестьяне повели наступление на Медынь в двух направлениях: на тюрьму, с целью освобождения заложников, и на кладбище, за которым находилась батарея, с целью захватить орудия. В их числе были 3 тысячи мобилизованных крестьян вместе с рабочими писчебумажных Кондровской, Троицкой и Полотняно-Заводской фабрик. Открытый с батареи артиллерийский огонь принудил атакующих отойти назад в лес.
14 ноября в штаб войск на отданный накануне приказ № 1 «О сметении с лица земли артиллерийским огнём белогвардейских деревень», стали поступать приговоры обществ, как то: Адуевского сельского общества, деревни Синявино Адуевской волости, деревни Романово Романовской волости, комитета бедноты деревни Косово Богдановской волости, деревни Уланово и Клинцы.
Таким образом, восставшие разошлись из-за угрозы разрушения их домов и хозяйства. В их выступлении участвовало 7-8 тысяч человек. После полного подавления восстания было расстреляно 170 человек.